# Contos Folclóricos Húngaros (série de televisão)
Contos folclóricos húngaros (Húngaro: Magyar népmesék) é uma série de desenho animado húngara e um dos primeiros e maiores sucessos da Pannónia Filmstúdió, baseada na ideia original de Mikulás Ferenc e dirigida por Jankovics Marcell. Foi originalmente transmitido na televisão entre 1980 e 2012, com 9 temporadas e 100 episódios. A série foi desenvolvida com o intuito de preservar a cultura folclórica húngara. Os episódios são baseados em contos folclóricos húngaros tradicionais e cada um apresenta os motivos específicos de uma região da Hungria. Foram usadas como fontes coleções de contos folclóricos originais com o auxílio da Equipe de Pesquisa Etnográfica da Academia de Ciências da Hungria. A música tema e a trilha sonora é composta por Kaláka, uma das bandas folclóricas mais conhecidas da Hungria.

## Produção
Figuras importantes:
- Jankovics Marcell (1941 – 2021) foi um artista gráfico, diretor de animação, animador, autor, historiador da cultura, ilustrador de livros e político húngaro. Nasceu no dia 21 de outubro de 1941 em Budapeste, Hungria. Dirigiu a primeira longa-metragem animada húngara, János vitéz, em 1973. Conhecido por sua participação em  Küzdők (1977), Toldi (Série: 2021;[3] longa-metragem: 2022[4]) e Magyar népmesék (1980). Faleceu no dia 29 de maio de 2021.[5][6]
- Mikulás Ferenc (1940 – ) é uma das figuras mais importantes da cultura de animação húngara. Fundador e diretor do estúdio de animação Kecskemétfilm Kft. e o diretor do Kecskeméti Animációs Filmfesztivál (KAFF), um festival de cinema de animação. Nasceu no dia 17 de agosto de 1940 em Kaposvár, Hungria. Trabalhou como produtor de desenhos animados na Pannónia Filmstúdió. A partir de 1971, assumiu a direção da Kecskeméti Rajzfilmstúdió. Entre 1997 a 2000, foi membro da direção da ASIFA (Associação Internacional de Artistas de Filmes de Animação). Fez parte do júri de vários festivais internacionais, incluindo os de Chiavari, Seul, Pequim, Hiroshima, Târgu Mureș e Teerã. Várias séries e curta-metragens foram produzidas a partir de suas ideias, como Magyar népmesék (1980), Mondák a magyar történelemből (1986 – 1988), Mesék Mátyás királyról (1984), Leo és Fred (1984 – 1993), Cigánymesék[7] (2014 – 2020) e Toldi (Série: 2021; longa-metragem: 2022).[8][9][10]
- Pannónia Filmstúdió (1951-2015) foi um dos maiores estúdios de animação da Hungria, localizado em Budapeste. Formado em 1951, tornou-se independente em 1957. Por conta de sua qualidade e do uso de tecnologias pioneiras em suas produções, foi um dos mais importantes estúdios de animação da história do cinema. O estúdio encerrou suas atividades em 2015.[11][12]

## Prêmios[13]
- Os episódios de Horváth Mária ganharam vários prêmios em diversos festivais de prestígio.
  - Cerceruska (Temporada 6, episódio 70) ganhou o Prêmio Especial do Júri na categoria de programa de televisão no festival de cinema CICDAF (China International Cartoon and Digital Art Festival) de 2004, em Changzhou, China.[14][15]
  - A kővé vált királyfi (Temporada 6, episódio 73) ganhou o Prêmio Especial no 2º Festival Internacional de Contos Populares e Lendas Animadas no Japão, em março de 2004.[16][17]
  - Gyöngyvirág Palkó (Temporada 7, episódio 80) ganhou um prêmio especial no 2º Festival Internacional de Animação na China, no outono de 2005.[18][19]
  - Hogyan telt a gyermekkorom (Temporada 7, episódio 83) foi galardoado com o 1.º prêmio na categoria de Programa de TV de Animação no 25.º Chicago International Children's Film Festival (CICFF)[20], a mais prestigiada mostra internacional do gênero de filmes para crianças, em 2008.[21][22]
- Köcsögkirály (Temporada 8, episódio 87), escrito e dirigido por Nagy Lajos, ganhou o 2º prêmio na mesma categoria no 26.º CICFF em 2009.[23][24]
- Gyula Szabó foi galardoado com o prêmio Lifetime Achievement Award no 7º Kecskeméti Animációs Filmfesztiválon no verão de 2005, por suas três décadas de trabalho como narrador de vários episódios da série.[25]
- Em 15 de outubro de 2020, foi declarado Hungarikum (termo coletivo que indica um valor digno de distinção e destaque num sistema unificado de qualificação, classificação e registro e que representa o alto desempenho do povo húngaro graças ao seu atributo tipicamente húngaro, singularidade, especialidade e qualidade[26]).[27][28][29]

## Narração
Segundo Mikulás Ferenc, a ideia inicial era que os contos fossem narrados por contadores de histórias folclóricas, o aconteceu nos primeiros episódios com Kóka Rozália, Hrotkó Károly e outras vozes. No entanto, com tempo eles perceberam que atores de voz profissionais seriam mais adequados para as gravações em estúdio. Entre eles, destaca-se Szabó Gyula, que passa a ser o único narrador a partir da terceira temporada.

## Episódios

### Visão geral
| Temporada | Episódios | Ano  |
| --------- | --------- | ---- |
| 1         | 13        | 1977 |
| 2         | 13        | 1979 |
| 3         | 13        | 1984 |
| 4         | 13        | 1989 |
| 5         | 13        | 1995 |
| 6         | 13        | 2002 |
| 7         | 7         | 2007 |
| 8         | 4         | 2009 |
| 9         | 11        | 2011 |

### Temporada 1 (1977)
Produzido em nome da Magyar Televízió pela Pannónia Filmstúdió em Kecskemét.
Dramaturgia: Bálint Ágnes
| #   | Nome do episódio                    | Narrador       | Duração | Escrito por                     | Dirigido por                    |
| --- | ----------------------------------- | -------------- | ------- | ------------------------------- | ------------------------------- |
| 1.  | A só                                | Kóka Rozália   | 06:34   | Jankovics Marcell, Lisziák Elek | Jankovics Marcell, Lisziák Elek |
| 2.  | A szállást kérő róka                | Hrotkó Károly  | 07:04   | Jankovics Marcell, Lisziák Elek | Jankovics Marcell, Lisziák Elek |
| 3.  | A kismalac és a farkasok            | Hrotkó Károly  | 06:35   | Jankovics Marcell, Lisziák Elek | Jankovics Marcell, Lisziák Elek |
| 4.  | Kacor király                        | Bánffy György  | 06:21   | Jankovics Marcell, Lisziák Elek | Jankovics Marcell, Lisziák Elek |
| 5.  | A kis gömböc                        | Patkós Irma    | 06:02   | Jankovics Marcell, Lisziák Elek | Jankovics Marcell, Lisziák Elek |
| 6.  | Eb, aki a kanalát meg nem eszi      | Bánhidi László | 06:48   | Jankovics Marcell               | Jankovics Marcell, Lisziák Elek |
| 7.  | Róka koma                           | Szabó Gyula    | 06:25   | Jankovics Marcell               | Jankovics Marcell, Lisziák Elek |
| 8.  | A macskacicó                        | Zsolnay Margit | 06:57   | Jankovics Marcell               | Jankovics Marcell, Lisziák Elek |
| 9.  | A kicsi dió                         | Bánffy György  | 06:48   | Jankovics Marcell               | Jankovics Marcell, Lisziák Elek |
| 10. | Zöld Péter                          | Tolnay Klári   | 06:19   | Jankovics Marcell               | Jankovics Marcell, Lisziák Elek |
| 11. | Méhek a vonaton                     | Avar István    | 06:23   | Jankovics Marcell               | Jankovics Marcell, Lisziák Elek |
| 12. | Az égig érő paszuly                 | Szabó Gyula    | 06:26   | Jankovics Marcell               | Jankovics Marcell, Lisziák Elek |
| 13. | A szegény csizmadia és a szélkirály | Szabó Gyula    | 06:48   | Jankovics Marcell               | Jankovics Marcell, Lisziák Elek |

### Temporada 2 (1979)
Produzido em nome da Magyar Televízió pela Pannónia Filmstúdió.
Trabalho de laboratório: Magyar Filmlaboratóriumi Vállalat (tradução literal: Empresa Húngara de Laboratórios Cinematográficos)
Dramaturgia: Bálint Ágnes
| #   | Nome do episódio               | Narrador       | Duração | Escrito por         | Dirigido por                           |
| 14. | Egyszemű, kétszemű, háromszemű | Molnár Piroska | 08:38   | Horváth Mária       | Horváth Mária, Jankovics Marcell       |
| 15. | Az égig érő fa                 | Szabó Gyula    | 10:35   | Haui József         | Haui József, Jankovics Marcell         |
| 16. | A királykisasszony jegyei      | Molnár Piroska | 09:12   | Horváth Mária       | Horváth Mária, Jankovics Marcell       |
| 17. | A bíró okos lánya              | Szabó Gyula    | 09:05   | ifj. Ujvári László  | ifj. Ujvári László, Jankovics Marcell  |
| 18. | A rókaszemű menyecske          | Molnár Piroska | 10:16   | Molnár Péter        | Molnár Péter, Jankovics Marcell        |
| 19. | Hamupipőke királyfi            | Szabó Gyula    | 09:11   | Sz. Szilágyi Ildikó | Sz. Szilágyi Ildikó, Jankovics Marcell |
| 20. | A két aranyhajú fiú            | Molnár Piroska | 08:53   | Haui József         | Haui József, Jankovics Marcell         |
| 21. | A csillagszemű juhász          | Szabó Gyula    | 10:23   | Tóth Pál            | Tóth Pál, Jankovics Marcell            |
| 22. | A pulikutya                    | Szabó Gyula    | 10:30   | ifj. Ujvári László  | fj. Ujvári László, Jankovics Marcell   |
| 23. | A rátóti csikótojás            | Szabó Gyula    | 08:16   | Haui József         | Haui József, Jankovics Marcell         |
| 24. | Király kis Miklós              | Szabó Gyula    | 08:51   | Horváth Mária       | Horváth Mária, Jankovics Marcell       |
| 25. | A két koma                     | Szabó Gyula    | 10:08   | Tóth Pál            | Haui József, Jankovics Marcell         |
| 26. | A csókaleányok                 | Szabó Gyula    | 09:18   | Hegyi Füstös László | Hegyi Füstös László, Jankovics Marcell |

### Temporada 3 (1984)
Produzido em nome da Magyar Televízió pela Pannónia Filmstúdió.
Trabalho de laboratório: Magyar Filmlaboratóriumi Vállalat (tradução literal: Empresa Húngara de Laboratórios Cinematográficos)
Dramaturgia: Bálint Ágnes
| #   | Nome do episódio                                    | Narrador    | Duração | Escrito por       | Dirigido por                             |
| 27. | Ábelesz-kóbelesz                                    | Szabó Gyula | 09:04   | Jankovics Marcell | Jankovics Marcell, Hegyi Füstös László   |
| 28. | A csillagász, a lopó, a vadász meg a szabó          | Szabó Gyula | 08:09   | Jankovics Marcell | Jankovics Marcell, Kricskovics Zsuzsanna |
| 29. | Diódénes                                            | Szabó Gyula | 07:57   | Jankovics Marcell | Jankovics Marcell, Hegyi Füstös László   |
| 30. | Előbb a tánc azután a lakoma                        | Szabó Gyula | 06:50   | Jankovics Marcell | Jankovics Marcell, Haui József           |
| 31. | Holló Jankó                                         | Szabó Gyula | 09:07   | Jankovics Marcell | Jankovics Marcell, Horváth Mária         |
| 32. | A mezei nyúl és a sündisznó                         | Szabó Gyula | 08:16   | Jankovics Marcell | Jankovics Marcell, Haui József           |
| 33. | A szegény ember szőlője                             | Szabó Gyula | 08:21   | Jankovics Marcell | Jankovics Marcell, Horváth Mária         |
| 34. | A székely asszony és az ördög                       | Szabó Gyula | 07:26   | Jankovics Marcell | Jankovics Marcell, ifj. Ujvári László    |
| 35. | A talléros kalap                                    | Szabó Gyula | 08:14   | Jankovics Marcell | ifj. Ujvári László                       |
| 36. | A tű, a kutya, a rák, a tojás és a kakas vándorútja | Szabó Gyula | 06:13   | Jankovics Marcell | Jankovics Marcell, Madarász Zoltán       |
| 37. | A szorgalmas és a rest leány                        | Szabó Gyula | 09:51   | Jankovics Marcell | Jankovics Marcell, Szoboszlay Péter      |
| 38. | A mindent járó malmocska                            | Szabó Gyula | 08:24   | Jankovics Marcell | Jankovics Marcell, Kricskovics Zsuzsanna |
| 39. | Pinkó                                               | Szabó Gyula | 09:02   | Jankovics Marcell | Jankovics Marcell, Kricskovics Zsuzsanna |

### Temporada 4 (1989)
Produzido em nome da Magyar Televízió pela Pannónia Filmstúdió em Kecskemét.
| #   | Nome do episódio                        | Narrador    | Duração | Escrito por                    | Dirigido por                               |
| 40. | Az állatok beszéde                      | Szabó Gyula | 06:35   | Horváth Mária                  | Horváth Mária, Hajdu Marianna              |
| 41. | Sündisznó                               | Szabó Gyula | 06:51   | Horváth Mária                  | Horváth Mária, Gyapai Tamás                |
| 42. | A hét kecskegida                        | Szabó Gyula | 06:54   | Horváth Mária                  | Horváth Mária, Vágó Sándor                 |
| 43. | Pirosmalac                              | Szabó Gyula | 06:40   | Horváth Mária                  | Horváth Mária, Hajdu Marianna              |
| 44. | Kecskekatonaság (K.u.K.)                | Szabó Gyula | 06:48   | Horváth Mária, Pál Nagy Balázs | Horváth Mária, Pál Nagy Balázs             |
| 45. | A bugyuta ember                         | Szabó Gyula | 06:41   | Horváth Mária                  | Horváth Mária, Gyapai Tamás                |
| 46. | A béka, a kolbász és az egér            | Szabó Gyula | 06:26   | Horváth Mária                  | Horváth Mária, Vágó Sándor                 |
| 47. | A szegény ember kilenc tyúkja és kakasa | Szabó Gyula | 06:58   | Nagy Lajos                     | Horváth Mária, Nagy Lajos, Balajthy László |
| 48. | A gazdag ember három fia                | Szabó Gyula | 06:40   | Kricskovics Zsuzsanna          | Kricskovics Zsuzsanna, Horváth Mária       |
| 49. | A király kenyere                        | Szabó Gyula | 06:59   | Kricskovics Zsuzsanna          | Horváth Mária, Király László               |
| 50. | A medve és a macska                     | Szabó Gyula | 07:04   | Horváth Mária                  | Horváth Mária                              |
| 51. | A hólyag, a szalmaszál és a tüzes üszök | Szabó Gyula | 05:52   | Horváth Mária                  | Horváth Mária                              |
| 52. | Pelikánmadár                            | Szabó Gyula | 08:11   | Toró Annamária                 | Horváth Mária, Toró Annamária              |

### Temporada 5 (1995)
Produzido em nome da Magyar Televízió pela Kecskemétfilm Kft.
Dramaturgia: Bálint Ágnes
Seleção de histórias: Nagy Ilona
| #   | Nome do episódio                               | Narrador    | Duração | Escrito por       | Dirigido por                       |
| 53. | A pityke és a kökény                           | Szabó Gyula | 05:43   | Jankovics Marcell | Jankovics Marcell, Horváth Mária   |
| 54. | Koplaló Mátyás                                 | Szabó Gyula | 06:29   | Jankovics Marcell | Jankovics Marcell, Horváth Mária   |
| 55. | A király, aki nem akarja férjhez adni a lányát | Szabó Gyula | 07:08   | Toró Annamária    | Jankovics Marcell, Toró Annamária  |
| 56. | A kőleves                                      | Szabó Gyula | 06:15   | Jankovics Marcell | Jankovics Marcell, Pál Nagy Balázs |
| 57. | Tancika Marcika                                | Szabó Gyula | 07:34   | Jankovics Marcell | Jankovics Marcell, Nagy Lajos      |
| 58. | A halhatatlanságra vágyó királyfi              | Szabó Gyula | 06:22   | Jankovics Marcell | Jankovics Marcell, Horváth Mária   |
| 59. | A katona szerencséje                           | Szabó Gyula | 06:37   | Jankovics Marcell | Jankovics Marcell, Horváth Mária   |
| 60. | A banya                                        | Szabó Gyula | 05:57   | Toró Annamária    | Jankovics Marcell, Toró Annamária  |
| 61. | Prücsök                                        | Szabó Gyula | 06:48   | Szoboszlay Péter  | Jankovics Marcell, Horváth Mária   |
| 62. | Tréfás farkas                                  | Szabó Gyula | 07:02   | Nagy Lajos        | Jankovics Marcell, Nagy Lajos      |
| 63. | A királykisasszony cipője                      | Szabó Gyula | 06:42   | Horváth Mária     | Jankovics Marcell, Horváth Mária   |
| 64. | Péter és Pál                                   | Szabó Gyula | 06:35   | Nagy Lajos        | Jankovics Marcell, Nagy Lajos      |
| 65. | Hamupipőke                                     | Szabó Gyula | 06:42   | Toró Annamária    | Jankovics Marcell, Toró Annamária  |

### Temporada 6 (2002)
Produzido pela Kecskemétfilm Kft. e pela Magyar Televízió Rt.
Seleção de histórias: Nagy Ilona
Especialista: Jankovics Marcell
| #   | Nome do episódio                    | Narrador    | Duração | Escrito por       | Dirigido por              |
| 66. | Angyalbárányok                      | Szabó Gyula | 07:05   | Varga Márta       | Horváth Mária             |
| 67. | Szusza                              | Szabó Gyula | 07:17   | Jankovics Marcell | Nagy Lajos                |
| 68. | A kis kakas és a sövény             | Szabó Gyula | 07:08   | Miklós Árpád      | Nagy Lajos                |
| 69. | A papucsszaggató királykisasszonyok | Szabó Gyula | 06:56   | Nyúl Zsuzsanna    | Nagy Lajos                |
| 70. | Cerceruska                          | Szabó Gyula | 07:23   | Horváth Mária     | Horváth Mária             |
| 71. | A kékfestőinas                      | Szabó Gyula | 07:07   | Hajdu Marianna    | Horváth Mária             |
| 72. | A bűbájos lakat                     | Szabó Gyula | 07:16   | Vitális Zoltán    | Horváth Mária             |
| 73. | A kővé vált királyfi                | Szabó Gyula | 07:15   | Toró Annamária    | Horváth Mária             |
| 74. | A kerek kő                          | Szabó Gyula | 07:23   | Tóth Roland       | Horváth Mária             |
| 75. | Hetet egy csapásra                  | Szabó Gyula | 06:53   | Farkas László     | Horváth Mária             |
| 76. | Az arany szőrű bárány               | Szabó Gyula | 07:05   | Nagy Lajos        | Nagy Lajos, Horváth Mária |
| 77. | A szegény ember hegedűje            | Szabó Gyula | 07:18   | Tóth Pál          | Nagy Lajos                |
| 78. | Szegény ember meg a lova            | Szabó Gyula | 07:02   | Tari József       | Horváth Mária             |

### Temporada 7 (2007)
Produzido em nome da Magyar Televízió pela  Kecskemétfilm Kft.
Seleção de histórias: Nagy Ilona
Especialista: Jankovics Marcell
| #   | Nome do episódio            | Narrador    | Duração | Escrito por   | Dirigido por  |
| 79. | A háromágú tölgyfa tündére  | Szabó Gyula | 08:09   | Horváth Mária | Horváth Mária |
| 80. | Gyöngyvirág Palkó           | Szabó Gyula | 08:10   | Horváth Mária | Horváth Mária |
| 81. | A víz tündére               | Szabó Gyula | 07:57   | Nagy Lajos    | Nagy Lajos    |
| 82. | Fából faragott Péter        | Szabó Gyula | 08:11   | Nagy Lajos    | Nagy Lajos    |
| 83. | Hogyan telt a gyermekkorom? | Szabó Gyula | 07:42   | Horváth Mária | Horváth Mária |
| 84. | Kiskondás                   | Szabó Gyula | 08:05   | Horváth Mária | Horváth Mária |
| 85. | Nyúlpásztor                 | Szabó Gyula | 08:02   | Nagy Lajos    | Nagy Lajos    |

#### Temporada 8(2009)
Produzido pelo Kecskemétfilm Kft.
Seleção de histórias: Nagy Ilona
Especialista: Jankovics Marcell, Pap Gábor (episódios 86 e 89)
| #   | Nome do episódio                  | Narrador    | Duração | Escrito por   | Dirigido por  |
| 86. | Marci és az elátkozott királylány | Szabó Gyula | 07:51   | Horváth Mária | Horváth Mária |
| 87. | Köcsögkirály                      | Szabó Gyula | 07:44   | Nagy Lajos    | Nagy Lajos    |
| 88. | Az elátkozott kastély             | Szabó Gyula | 08:10   | Nagy Lajos    | Nagy Lajos    |
| 89. | Az aranybornyú                    | Szabó Gyula | 07:56   | Nagy Lajos    | Nagy Lajos    |

### Temporada 9 (2011)
Produzido pela  Kecskemétfilm Kft.
| #    | Nome do episódio                          | Narrador    | Duração | Escrito por   | Dirigido por  |
| 90.  | Halász János                              | Szabó Gyula | 07:57   | Nagy Lajos    | Nagy Lajos    |
| 91.  | A kőszívű ember                           | Szabó Gyula | 08:04   | Horváth Mária | Horváth Mária |
| 92.  | Szóló szőlő, mosolygó alma, csengő barack | Szabó Gyula | 07:58   | Horváth Mária | Horváth Mária |
| 93.  | A selyemrét                               | Szabó Gyula | 08:05   | Nagy Lajos    | Nagy Lajos    |
| 94.  | Sárkányölő Sebestyén                      | Szabó Gyula | 07:52   | Nagy Lajos    | Nagy Lajos    |
| 95.  | Mészáros Gyuri                            | Szabó Gyula | 07:44   | Horváth Mária | Horváth Mária |
| 96.  | Az elégedetlen fazék                      | Szabó Gyula | 07:43   | Nagy Lajos    | Nagy Lajos    |
| 97.  | A csudamadár                              | Szabó Gyula | 07:29   | Nagy Lajos    | Nagy Lajos    |
| 98.  | A szegény ember és a kutyacska            | Szabó Gyula | 07:51   | Horváth Mária | Horváth Mária |
| 99.  | A rest legényről                          | Szabó Gyula | 07:52   | Horváth Mária | Horváth Mária |
| 100. | Mátyás király aranyszőrű báránya          | Szabó Gyula | 07:53   | Nagy Lajos    | Nagy Lajos    |